# Sojus 16
Sojus 16 ist die Missionsbezeichnung für den am 2. Dezember 1974 gestarteten Flug eines sowjetischen Sojus-Raumschiffs. Es war der 31. Flug im sowjetischen Sojusprogramm. Er diente zur Vorbereitung des Apollo-Sojus-Testprojektes (ASTP).

## Besatzung

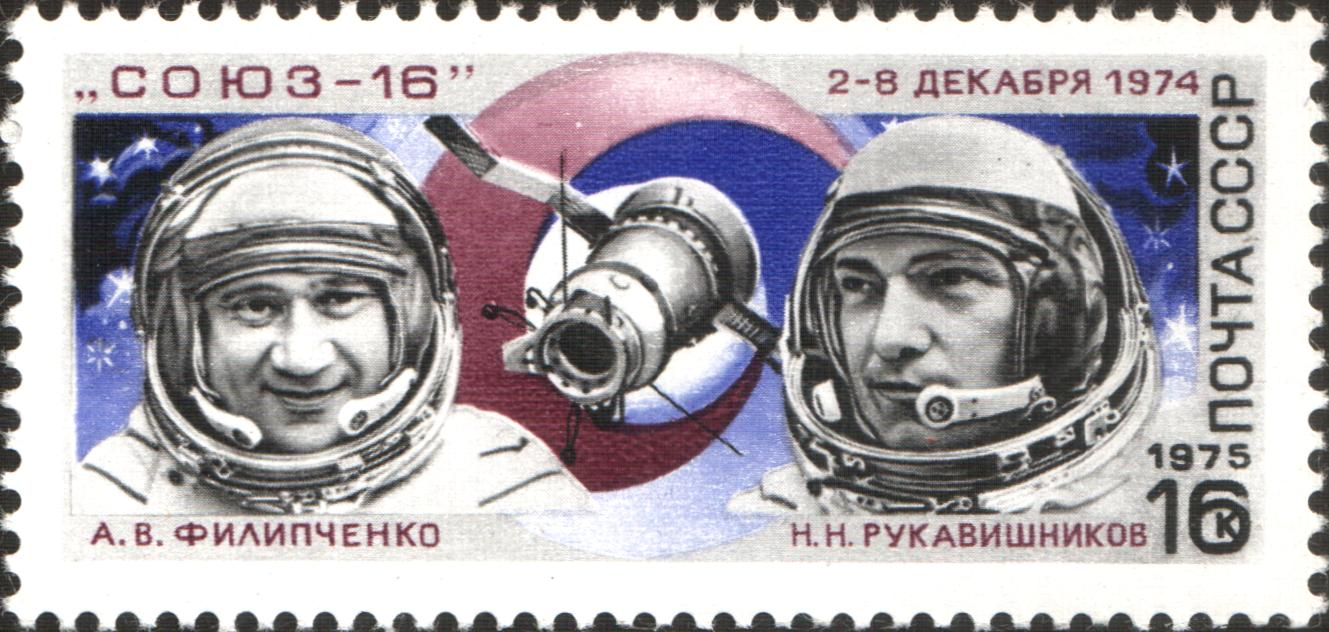
Die Hauptbesatzung auf einer sowjetischen Briefmarke (1975)

### Hauptbesatzung
- Anatoli Wassiljewitsch Filiptschenko (2. Raumflug), Kommandant
- Nikolai Nikolajewitsch Rukawischnikow (2. Raumflug), Bordingenieur

Filiptschenko und Rukawischnikow waren als Ersatzmannschaft für das Apollo-Sojus-Test-Projekt vorgesehen und erhielten deshalb die Zuteilung für diesen Vorbereitungsflug.

### Ersatzmannschaft
- Wladimir Alexandrowitsch Dschanibekow, Kommandant
- Boris Dmitrijewitsch Andrejew, Bordingenieur

Die zweite Ersatzmannschaft bestand aus Juri Romanenko und Alexander Iwantschenkow. 

## Missionsüberblick
Mit dem Flug der Sojus 16 wurde das gesamte Programm des ASTP von sowjetischer Seite simuliert. Dabei ging es insbesondere um die Erprobung des androgynen Kopplungssystems und die Veränderung der Kabinenatmosphäre. Die Apollo-Atmosphäre bestand aus reinem Sauerstoff. Bei Sojus wurde eine Normalatmosphäre (Stickstoff/Sauerstoff) verwendet. Um bei den geplanten Umstiegen die Schleusenaufenthalte zur Blutanpassung nicht zu lange werden zu lassen, wurde in Sojus der Sauerstoffanteil erhöht und der Kabinendruck von 760 mm auf 540 mm Quecksilbersäule vermindert. Für das neuentwickelte Kopplungsaggregat wurden hydraulisch simulierte Ankopplungen mit einem mitgeführten Gegenstück durchgeführt (32. und 38. Erdumkreisung).